# Taiwan Hoy

Taiwán Hoy es una revista que se publica en forma bimestral por la Oficina de Información del Gobierno (GIO, siglas en inglés) de la República de China (Taiwán). Tiene como objetivo informar en español sobre la cultura, la vida moderna y la realidad social, así como sobre una diversidad temática de interés relacionadas con esta nación.

## Historia
La publicación fue establecida en septiembre de 1982 bajo el nombre de China Libre – una revista periódica en idioma español fundada por el Gobierno de la República de China, cuyo objetivo primordial es informar a los lectores hispanos en el extranjero sobre la nación isleña. A partir de marzo de 2000, la revista tomó el nombre de Taipéi Hoy. Más tarde, en enero de 2003, la publicación fue rebautizada con su nombre actual, Taiwan Hoy, con el propósito de reflejar mejor el origen de la publicación.

## Contenido
La revista registra el desarrollo socioeconómico y cultural de Taiwán, así como su proceso de democratización, a través de reportajes detallados y minuciosos, y artículos descriptivos del acontecer en la nación isleña. En la actualidad, la publicación cuenta con 49 páginas. Es una de las publicaciones en idioma español patrocinadas por la GIO, y junto con Noticias de la República de China, conforman un material de interés para las personas de habla hispana que desean conocer más sobre la historia, costumbres, tendencias, eventos, entorno sociopolítico y actividades culturales y deportivas, que forman parte de la vida de los ciudadanos taiwaneses.

## Versiones en otros idiomas
Taiwan Hoy es la versión en idioma español de la publicación en inglés Taiwan Review, que también se publica en otros idiomas: francés, alemán, y ruso. La revista Taiwan Review en inglés se estableció en abril de 1951. La publicación Taiwan aujourd´hui en francés comenzó a publicarse en enero de 1984; la versión alemana Taiwan heute, en septiembre de 1988; y la versión en ruso de Taiwán Review en mayo de 1994. La versión en inglés y francés se publican mensualmente. Las versiones en alemán, ruso y español se publican de forma bimestral.  El propósito de estas publicaciones es informar sobre una diversidad temática relacionada con la República de China (Taiwán).